# Clinique des maladies mentales et de l'encéphale
 (août 2018).
La clinique des maladies mentales et de l'encéphale (CMME) est un pôle hospitalo-universitaire du Centre Hospitalier Sainte-Anne à Paris. Elle a été ouverte en 1879 pour accueillir la première chaire de psychiatrie de France créée deux ans auparavant. 

## Histoire
La CMME est inaugurée le 8 octobre 1879 à l'hôpital Sainte-Anne, pour accueillir la première chaire française d'enseignement de la psychiatrie, créée le 18 avril 1877 et attribuée à Benjamin Ball contre Valentin Magnan. Elle est alors rattachée à l'Université de Paris. 
Ce service a fait l'objet de plusieurs innovations : Un service ouvert est créé en 1922, une consultation de psychanalyse ouvre en 1926, Jacques Lacan y tiendra un séminaire de 1953 à 1963, Henri Ey y donne ses conférences de psychiatrie, les « Mercredis de Sainte-Anne », à partir de 1930. Jean Delay et Pierre Deniker y utilisent la chlorpromazine à titre thérapeutique pour la première fois en 1952. En 1952, un atelier d'art-thérapie y est créé. En 1970, un second service universitaire est ouvert à l'hôpital Sainte-Anne sous la direction de Pierre Deniker. À la suite de la scission de l'Université de Paris en 1970, les deux services sont attachés à l'Université Paris-Descartes (Paris V). Depuis les années 80, des unités de soins spécialisés sont développées à la CMME.

## Fonctions actuelles
La CMME offre des soins spécialisés en psychiatrie, non sectorisés, dans les domaines des troubles des conduites alimentaires, des troubles de l'humeur, du sevrage alcoolique et boulimique, du risque suicidaire et du trouble du déficit de l'attention avec ou sans hyperactivité (TDAH). En tant que service universitaire, des activités d'enseignement et de recherche y ont lieu. 
Depuis 2017, le chef de pôle est le Pr. Philip Gorwood. 

## Titulaires de la chaire et leçons inaugurales[2]
- Benjamin Ball (1877-1893). Leçon inaugurale en 1879 : « De la médecine mentale à travers les siècles ».
- Alix Joffroy (1893-1909). Leçon inaugurale en 1893 : « La méthode anatomo-clinique en médecine ».
- Gilbert Ballet (1909-1916). Leçon inaugurale en 1909, sans titre.
- Ernest Dupré (1916-1921). Leçon inaugurale en 1919 : « Les déséquilibres constitutionnels du système nerveux ».
- Henri Claude (1922-1939). Leçon inaugurale en 1922 : « La réforme de l'assistance aux psychopathes ».
- Maxime Laignel-Lavastine (1939-1942). Leçon inaugurale en 1939 : « Principes directeurs du diagnostic en médecine mentale ».
- Joseph Lévy-Valensi (1942-1943). Mort en déportation peu après sa nomination, pas de leçon inaugurale prononcée.
- Jean Delay (1946-1970). Leçon inaugurale en 1947, sans titre.